# Wasserknoden

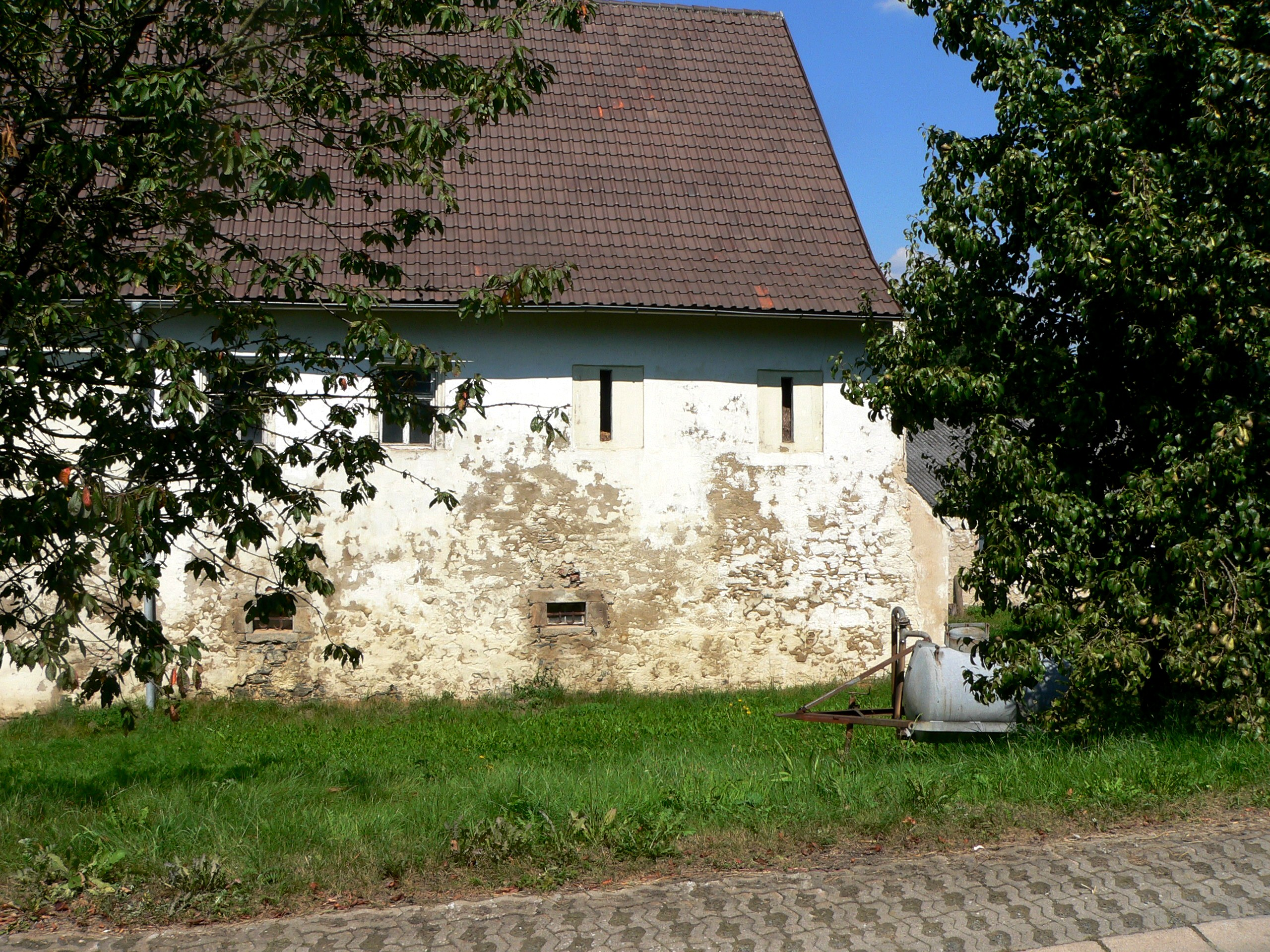

Wasserknoden (oberfränkisch: Wassegnuhdn) ist ein Gemeindeteil der Stadt Bad Berneck im Fichtelgebirge im Landkreis Bayreuth (Regierungsbezirk Oberfranken, Bayern). Die Gemarkung Wasserknoden hat eine Fläche von 3,214 km² und ist in 323 Flurstücke aufgeteilt, die eine durchschnittliche Fläche von 9951,04 m² haben. In ihr liegen neben dem namensgebenden Ort die Gemeindeteile Jägersruh, Kolbenhof, Mooshof und Neuhaus.

## Lage
Das Dorf liegt am Knodenbach, einem rechten Zufluss der Ölschnitz. Südlich des Ortes steht die Schlossberglinde, die als Naturdenkmal ausgezeichnet ist. Die Kreisstraße BT 49/KU 1 führt zur Anschlussstelle 38 der Bundesautobahn 9 (0,9 km nordwestlich) bzw. an Jägersruh vorbei nach Hohenknoden (1 km südlich). Eine Gemeindeverbindungsstraße führt nach Mooshof (1,2 km nordöstlich). Eine Anliegerstraße führt nach Kolbenhof (0,4 km westlich).

## Geschichte
Der Ort ist eine Rodungssiedlung des 11. Jahrhunderts, die wahrscheinlich von den Grafen von Schweinfurt veranlasst wurde. Das Gassendorf bestand ursprünglich aus 5 Ganzhöfen mit dazugehöriger Blockgemenflur. Im Jahr 1071 wurde der Ort als „Kloden“ erstmals urkundlich erwähnt. 1377 wurde der Ort „Obernknoten“ genannt, 1501 erstmals „Wasserknoden“. Der Ortsname leitet sich vom slawischen Wort klodno ab, das Klotzstelle heißt.
Gegen Ende des 18. Jahrhunderts bestand Wasserknoden aus 30 Anwesen (10 Sölden, 19 Tropfhäuser, 1 Hirtenhaus). Das Hochgericht übte das bambergische Centamt Marktschorgast. Die bambergische Amtsverwaltung Wasserknoden war Grundherr sämtlicher Anwesen.
Mit dem Gemeindeedikt wurde Wasserknoden dem 1811 gebildeten Steuerdistrikt Marktschorgast zugewiesen. 1812 entstand die Ruralgemeinde Wasserknoden, zu der Kolbenhof und Mooshof gehörten. Sie war in Verwaltung und Gerichtsbarkeit dem Landgericht Gefrees zugeordnet und in der Finanzverwaltung dem Rentamt Gefrees. 1840 wurde die Gemeinde an das Landgericht Berneck und an das Rentamt Marktschorgast überwiesen (1919 in Finanzamt Marktschorgast umbenannt). Ab 1862 gehörte Wasserknoden zum Bezirksamt Berneck. Die Gerichtsbarkeit blieb beim Landgericht Berneck (1879 in Amtsgericht Berneck umgewandelt). 1929 wurde die Gemeinde schließlich an das Bezirksamt Kulmbach (1939 in Landkreis Kulmbach umbenannt) und das Finanzamt Kulmbach abgegeben. In der ersten Hälfte des 20. Jahrhunderts wurden auf dem Gemeindegebiet Jägersruh und Neuhaus gegründet. 1964 hatte die Gemeinde eine Fläche von 3,266 km². Am 1. Juli 1972 wurde Wasserknoden im Zuge der Gebietsreform in Bayern nach Bad Berneck im Fichtelgebirge eingemeindet.

### Baudenkmäler
- Haus Nr. 28 und 30: Wohnstallhäuser

### Einwohnerentwicklung
Gemeinde Wasserknoden
| Jahr      | 1818  | 1840   | 1852   | 1855   | 1861   | 1867   | 1871   | 1875   | 1880   | 1885   | 1890   | 1895   | 1900   | 1905   | 1910   | 1919   | 1925   | 1933   | 1939   | 1946   | 1950   | 1952   | 1961   | 1970   |
| Einwohner | 160   | 274    | 289    | 302    | 300    | 300    | 295    | 274    | 314    | 300    | 309    | 303    | 280    | 292    | 265    | 266    | 249    | 265    | 248    | 323    | 311    | 308    | 264    | 268    |
| Häuser    | 31    |        |        |        |        |        | 42     |        |        | 42     | 42     |        | 41     |        |        |        | 42     |        |        |        | 45     |        | 50     |        |
| Quelle    | [ 9 ] | [ 14 ] | [ 14 ] | [ 14 ] | [ 15 ] | [ 16 ] | [ 17 ] | [ 18 ] | [ 19 ] | [ 20 ] | [ 21 ] | [ 14 ] | [ 22 ] | [ 14 ] | [ 23 ] | [ 14 ] | [ 24 ] | [ 25 ] | [ 25 ] | [ 25 ] | [ 26 ] | [ 25 ] | [ 10 ] | [ 27 ] |

Ort Wasserknoden
| Jahr      | 001799 | 001809 | 001818 | 001819 | 001861 | 001871 | 001885 | 001900 | 001925 | 001950 | 001961 | 001970 | 001987 |
| Einwohner | 109    | 208    | *160   | *202   | 294    | 290    | 291    | 273    | 245    | 272    | 242    | 242    | 218    |
| Häuser    | 26     |        | *31    |        |        |        | 41     | 40     | 41     | 40     | 44     |        | 58     |
| Quelle    | [ 28 ] | [ 29 ] | [ 9 ]  | [ 30 ] | [ 15 ] | [ 17 ] | [ 20 ] | [ 22 ] | [ 24 ] | [ 26 ] | [ 10 ] | [ 27 ] | [ 1 ]  |

## Religion
Wasserknoden ist seit der Reformation gemischt konfessionell. Die Katholiken sind bis heute nach St. Jakobus der Ältere (Marktschorgast) gepfarrt, die Protestanten sind nach (Bad) Berneck im Fichtelgebirge gepfarrt.